# Elma, Iowa
Elma là một thành phố thuộc quận Howard, tiểu bang Iowa, Hoa Kỳ. Năm 2010, dân số của thành phố này là 546 người.

## Dân số
Dân số qua các năm:
- Năm 2000: 598 người.
- Năm 2010: 546 người.